# Bảo tàng khu vực PTTK và Văn phòng xã ở Iwanowice
Bảo tàng khu vực PTTK và Văn phòng xã ở Iwanowice (tiếng Ba Lan: Muzeum Regionalne PTTK i Urzędu Gminy w Iwanowicach) là một bảo tàng tọa lạc tại làng Iwanowice Włościańskie, xã Iwanowice, huyện Krakowski, tỉnh Małopolskie, Ba Lan. Bảo tàng do Chi nhánh Hiệp hội Du lịch và Tham quan Ba Lan (PTTK) Kraków Nowa Huta và xã Iwanowice đồng điều hành.

## Lược sử hình thành
Bảo tàng khu vực PTTK và Văn phòng xã ở Iwanowice được thành lập vào năm 1977. Trong 10 năm đầu từ khi thành lập, Bảo tàng hoạt động với tên gọi Phòng Tưởng niệm Khu vực và Quốc gia. Các bộ sưu tập của Bảo tàng được đặt trong tòa nhà nơi trước đây từng là một nhà trọ, có thể là được xây dựng vào đầu thế kỷ 18.

## Triển lãm
Bộ sưu tập của Bảo tàng khu vực PTTK và Văn phòng xã ở Iwanowice hiện đang bao gồm các triển lãm liên quan đến lịch sử của Iwanowice và khu vực phụ cận (giới thiệu các bộ sưu tập lịch sử, khảo cổ, địa chất) và các hiện vật và kỷ vật có liên quan đến những người nổi tiếng từng đến thăm Iwanowice (Hoàng thân Józef Poniatowski, Tadeusz Kościuszko, Marian Langiewicz và Józef Piłsudski). Ngoài ra, Bảo tàng còn tổ chức triển lãm dân tộc học với việc tái hiện một căn phòng của nông dân vào thế kỷ 19.